# Copa Real Federación Andaluza de Fútbol 2022-23
La Copa Real Federación Andaluza de Fútbol 2022 es la 3.ª edición de dicha competición. Cuenta con el aliciente de un premio económico para los cuatro equipos clasificados para la fase final y los finalistas serán propuestos para disputar la Copa Real Federación Española de Fútbol.
La fase previa la disputan los cuatro primeros clasificados de los  grupos IX y X de Tercera Federación  en la modalidad de eliminatoria a ida y vuelta, no incluye a los que puedan haber ascendido a Segunda Federación y tampoco podrán participar los filiales.
Los equipos que resulten ganadores de estas eliminatorias jugarán una final a cuatro en sede por designar y serán los dos finalistas los que se beneficien de la posibilidad de jugar la Copa RFEF y la Copa del Rey.

## Equipos clasificados
| Cuadro A                                                                               | Cuadro B                                                                       |
| -------------------------------------------------------------------------------------- | ------------------------------------------------------------------------------ |
| Conil C. F.(1) C. D. Ciudad de Lucena Salerm Cosmetics Puente Genil F. C. C. D. Gerena | U. D. Ciudad de Torredonjimeno C. F. Motril Marbella F. C. U. D. Torre del Mar |

## Cuartos de final
Ronda disputada a ida y vuelta. En caso de empate se jugaran penales.
| Equipo 1            | Agr.           | Equipo 2       | Ida | Vuelta |
| ------------------- | -------------- | -------------- | --- | ------ |
| U. D. Torre del Mar | 3-3 (1:3 pen.) | Marbella F. C. | 1-2 | 1-2    |

| Equipo 1                       | Agr. | Equipo 2    | Ida | Vuelta |
| ------------------------------ | ---- | ----------- | --- | ------ |
| U. D. Ciudad de Torredonjimeno | 4-2  | C. F Motril | 3-0 | 2-1    |

| Equipo 1    | Agr.             | Equipo 2               | Ida | Vuelta |
| ----------- | ---------------- | ---------------------- | --- | ------ |
| Conil C. F. | 2-2 (14:15 pen.) | C. D. Ciudad de Lucena | 1-0 | 2-1    |

| Equipo 1                 | Agr. | Equipo 2     | Ida           | Vuelta        |
| ------------------------ | ---- | ------------ | ------------- | ------------- |
| S. C. Puente Genil F. C. | 3-0  | C. D. Gerena | Suspendido(a) | Suspendido(b) |

## Semifinal
Tipo Final Four a un solo partido en el Estadio Municipal San Roque de Torrox. En caso de empate se resolverá a penales. Se disputaron el 2 de septiembre de 2022.
| Equipo 1               | Resultado      | Equipo 2                    |
| ---------------------- | -------------- | --------------------------- |
| Marbella F. C.         | 1–0            | UD Ciudad de Torredonjimeno |
| C. D. Ciudad de Lucena | 1–1 (2:4 pen.) | S. C. Puente Genil F. C.    |

## Final
A un solo partido celebrado en el Estadio Municipal de San Roque de Torrox. Se disputó la final el 4 de septiembre de 2022.
| Equipo 1       | Resultado | Equipo 2                |
| -------------- | --------- | ----------------------- |
| Marbella F. C. | 4–0       | S.C. Puente Genil F. C. |

| Campeón Marbella Fútbol Club 1.° título |